# Aramis
Henri d’Aramitz ou Aramis era um abade laico que inspirou o personagem Aramis (René de Herblay), criado por Alexandre Dumas (pai), que co-protagoniza as novelas Os Três Mosqueteiros, Vinte Anos Depois e O Visconde de Bragelonne.

## Biografia histórica
Como Porthos, Aramis pertence a uma família protestante do Béarn. Diferentemente dos outros mosqueteiros bearneses, era de origem militar nobre. Seu avô, o capitão huguenote Pierre d’Aramitz, desempenhou papel bastante ativo nas Guerras religiosas na França que castigaram o Béarn e Soule à época de Joana d'Albret. Seu pai, Carlos d'Aramitz, era, no início do século XVII, marechal dos alojamentos na Companhia dos Mosqueteiros. Uma das irmãs de Carlos d'Aramitz casou-se com M. de Tréville (outro personagem real aproveitado por Dumas de forma fictícia em sua trilogia), o comandante da companhia. É assim bastante natural que este último receba seu sobrinho por afinidade em sua companhia, em 1640, ao mesmo tempo que Athos e Porthos, e na época em que d'Artagnan chega à Paris. Não se sabe por quanto tempo Henri d'Aramitz permaneceu no serviço militar, mas sabe-se a data de seu casamento (16 de fevereiro de 1654) e o nome de sua esposa (Jeanne de Béarn-Bonasse). Sabe-se ainda que teve dois filhos (Armand e Clément) e duas filhas 

## Características do personagem fictício
O Aramis de Alexandre Dumas só deve aparentemente ao Aramis da História (Henri d’Aramitz, de quem se ignoram as datas de nascimento e morte, sendo Aramits uma cidade do Béarn), o nome e a ideia de uma vocação eclesiástica. O personagem de Dumas nomeia-se Cavaleiro d'Herblay. Seu primeiro nome, René, é mencionado em "Vinte Anos Depois" ; inclusive é o único dos quatro mosqueteiros que tem seu primeiro nome revelado ao leitor.
Dumas descreve-o inicialmente como um jovem delicado, elegante e cavalheiresco, muito amigo de Athos e de Porthos, repleto de aparentes contradições: mosqueteiro sem vocação, mas excelente e temerário espadachim; sempre disposto a seguir os ensinamentos do clero, mas constantemente envolvido em intrigas políticas e romances clandestinos, entre outros, com as duquesas de Chevreuse e de Longeville.

## Os Três Mosqueteiros
Inicialmente, Aramis (dois anos mais velho que D'Artagnan), afasta-se do seu trabalho e torna-se Bispo de Vannes e membro importante do movimento revolucionário contra o Cardeal Mazarin, designado a Fronda, onde junto do Conde de La Fère (Athos) leva a cabo muitas proezas, como a libertação do Duque de Beaufort, a participação na batalha de Charenton, onde enfrenta e mata o influente Duque de Chatillón, e a heróica defesa do Rei Carlos I de Inglaterra.
Reunido com os demais companheiros, dá fim ao temível vilão Mordaunt, filho de Milady, a antiga inimiga dos mosqueteiros, e consegue forçar Mazarin a assinar o tratado de paz com os frondistas. A rivalidade oculta de Herblay com d’Artagnan chega ao seu apogeu quando o Bispo de Vannes, secretamente elevado à dignidade de General dos Jesuítas, aparece como braço direito do poderoso, mas indeciso, conspirador Nicolas Fouquet contra Luís XIV, sendo arquitecto das fortificações de Belle Isle. O carácter de Aramis evolui, então, do de um inteligente idealista que luta pelos outros para o de um astuto e pouco escrupuloso aventureiro, quase capaz de sacrificar os seus melhores amigos para alcançar os seus próprios interesses.
Aramis, conhecedor do segredo do duplo parto de Ana de Áustria, concebe um ambicioso plano para substituir Luís XIV pelo seu irmão gémeo, preso há já muitos anos. Com esse propósito, urde uma trama para aceder à Bastilha sem despertar suspeitas e instruir o futuro usurpador, com o objectivo de que este, depois da subida ao trono, o favoreça para obter o cargo de Primeiro Ministro e, por fim, o de Papa. Para tal, junto com Porthos, mas ocultando-lhe a verdade, sequestra o verdadeiro Rei e procede à troca sem que ninguém, nem sequer o próprio D'Artagnan e a mãe de Luís (Ana de Áustria) se apercebam.
O seu plano, no entanto, fracassa devido à delação de Fouquet, que argumenta que no momento do sequestro Luís estava hospedado em sua casa, tendo já libertado o Rei do cativeiro. Este imediatamente ordena ao seu exército a captura a todo o custo dos rebeldes Herblay e Ballón (Porthos), os quais se refugíam em Belle Isle. Após uma resistência impetuosa, em que a inteligência de Aramis combina maravilhosamente com a força de Porthos, da qual resultam numerosas baixas no exército real, só o primeiro deles sobrevive e consegue escapar rumo a Espanha.
Após a morte de D’Artagnan na localidade de Maastricht, o astuto Aramis converte-se, de facto, no último dos mosqueteiros. Dumas não narra a morte desta personagem, mas faz uma posterior menção, quase poética, no último parágrafo da sua novela O Visconde de Bragelonne: "A força, a nobreza e o valor haviam-se entregado ao Criador. A astúcia, mais hábil, sobreviveu-lhes e habitou sobre a Terra".